# Massimo Amfiteatrof
Massimo Amfiteatrof (Parigi, 27 febbraio 1907 – Levanto, 19 dicembre 1990) è stato un violoncellista italiano.

## Biografia
Soprannominato il Caruso dei violoncellisti, era nato da una famiglia di origine russa (il cognome originale era infatti Amphiteatroff): la madre era attrice a cantante, mentre il padre (Aleksandr Valentinovič Amfiteatrov) era uno scrittore e giornalista. Suo fratello, Daniele Amfitheatrof, era un direttore d'orchestra.

Visse a Pietroburgo fino al 1917, poi, allo scoppio della rivoluzione russa, la famiglia fuggì in Italia, stabilendosi in Liguria (regione alla quale restò legato per tutta la vita), dapprima a Cavi di Lavagna e poi a Levanto (in provincia della Spezia).
In questo paese la famiglia accolse molti altri esuli russi, per lo più artisti, trasformando la loro villa in una sorta di cenacolo; cresciuto in un ambiente stimolante, Massimo decise di dedicarsi allo studio del violoncello, trasferendosi a Milano per studiare al Conservatorio Giuseppe Verdi.

Nel 1924 il notissimo direttore d'orchestra Arturo Toscanini lo chiama come primo violoncello solista al Teatro alla Scala: con la stessa qualifica lavora prima con l'orchestra dell'EIAR di Torino e poi con quella della RAI di Roma.

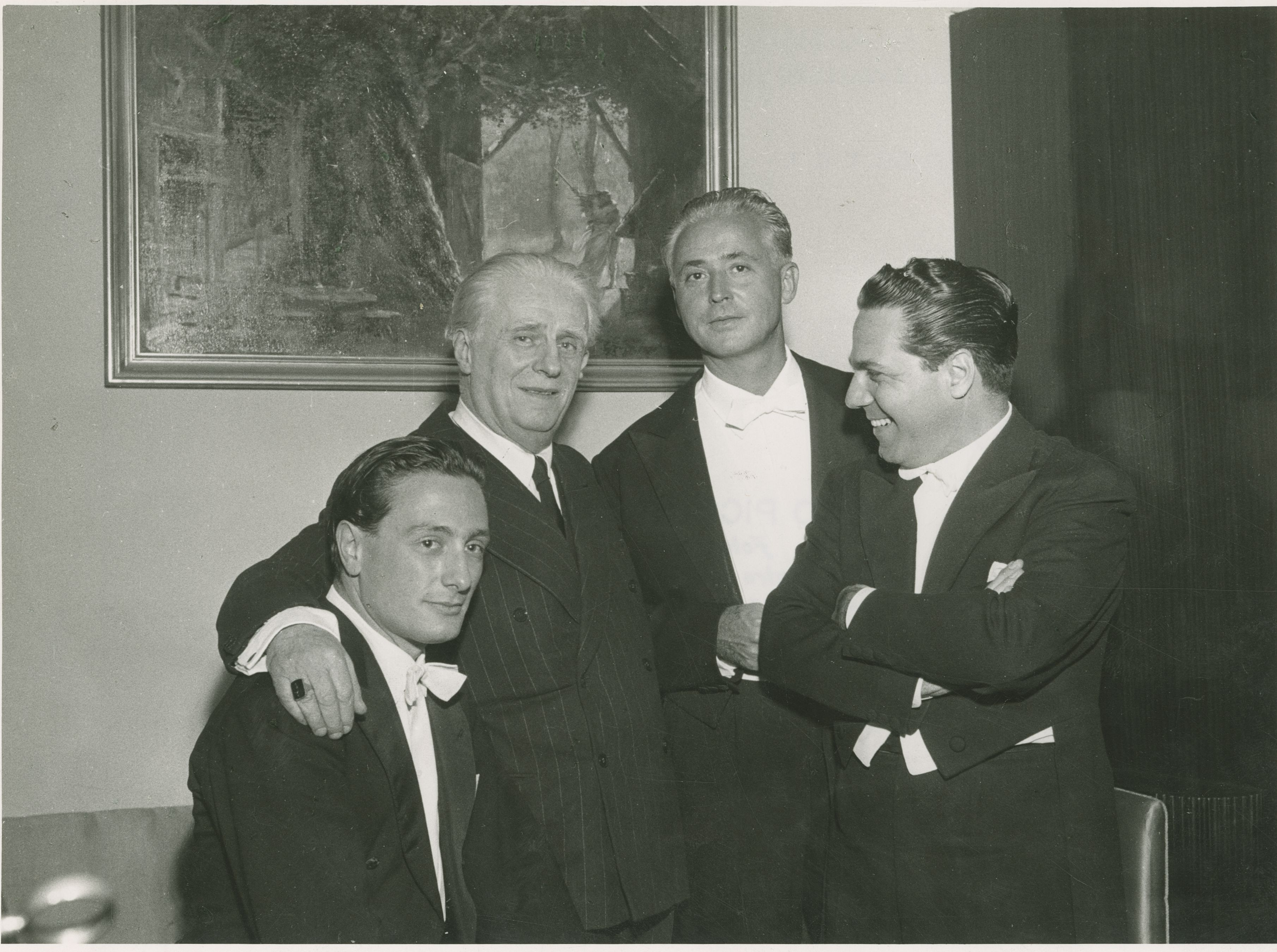
Massimo Amfiteatrof (il terzo da sinistra) con il compositore Gian Francesco Malipiero e i solisti Gino Gorini e Franco Lulli. Milano, 1954.

Si dedica inoltre all'attività solistica, eseguendo concerti in tutta Europa ed in America (a volte in duo con la pianista Marisa Candeloro). Negli anni quaranta costituisce un Trio con il violinista Arrigo Pelliccia e la pianista Ornella Puliti Santoliquido. Il trio, con l'aggiunta della viola di Bruno Giuranna divenne poi il Quartetto di Roma.
Diventa anche insegnante al Conservatorio Santa Cecilia di Roma e al Conservatorio di Napoli; con il complesso i Virtuosi di Roma (che comprende tra gli altri il direttore Renato Fasano e il violinista Luigi Ferro) partecipa a molte incisioni, per lo più pubblicate dalla Decca Records.
Pur essendo un musicista classico, non disdegna di suonare in dischi di musica cosiddetta leggera: nota è la sua partecipazione all'album Non al denaro non all'amore né al cielo di Fabrizio De André in cui, sotto la direzione di Nicola Piovani ed insieme a Dino Asciolla, arricchisce con il suo strumento le atmosfere quasi psichedeliche della canzone Un ottico (suona anche nel brano Un blasfemo).

Mantiene però sempre il legame con Levanto, dove continua ad abitare dopo il ritiro dall'attività, dove muore ed è sepolto.

La cittadina ligure gli ha dedicato l'Amfiteatrof Music Festival, giunto nel 2018 alla XXVII edizione. 

## Principali registrazioni
- 1951 - Concerto n° 3 in fa maggiore per archi di Alessandro Scarlatti (con i Virtuosi di Roma (Decca Records, DL 9572)
- 1953 - Concerto in mi maggiore per violino ed archi di Giuseppe Tartini (con i Virtuosi di Roma (Decca Records, DL 9572)
- 1953 - Concerto in sol maggiore per violoncello, clavicembalo ed archi di Antonio Vivaldi (con i Virtuosi di Roma (Decca Records, DL 9572)
- 1953 - Sonata in sol minore, opera 2, per archi di Tomaso Albinoni (con i Virtuosi di Roma (Decca Records, DL 9572)